# David Haig-Thomas
David Haig-Thomas, né le 1er décembre 1908 à Londres au Royaume-Uni et mort le 6 juin 1944 à Bavent en France, est un ornithologue, un explorateur et un athlète d'aviron britannique. Il a participé aux Jeux olympiques d'été de 1932. Durant la Seconde Guerre mondiale, il était un commando. Il a été tué au combat lors du débarquement de Normandie.
L'île Haig-Thomas dans l'archipel arctique canadien est nommée en son honneur.